# Matsuzakaya
Matsuzakaya Co., Ltd. (株式会社松坂屋, Kabushiki-gaisha Matsuzakaya) (TSE : 8235) est un grand magasin très important du Japon, dont les bureaux sont situés à Nagoya.
Fondée en 1611, Matsuzakaya est née d’une petite fabrique de kimonos et d’objets de qualité de Nagoya. La première succursale tokyoïte fut implantée à Ueno en 1768 et a conservé le même emplacement depuis. C'est un des plus anciens grands magasins du Japon et aujourd'hui une grande entreprise de distribution aux multiples filiales. Il en existe des succursales à Ueno (Tokyo), Shizuoka, Toyota (Aichi) et Takatsuki (Osaka).
Le magasin de Ginza a été remplacé en 2017 par Ginza Six, grand magasin dont Matsuzakaya est copropriétaire.

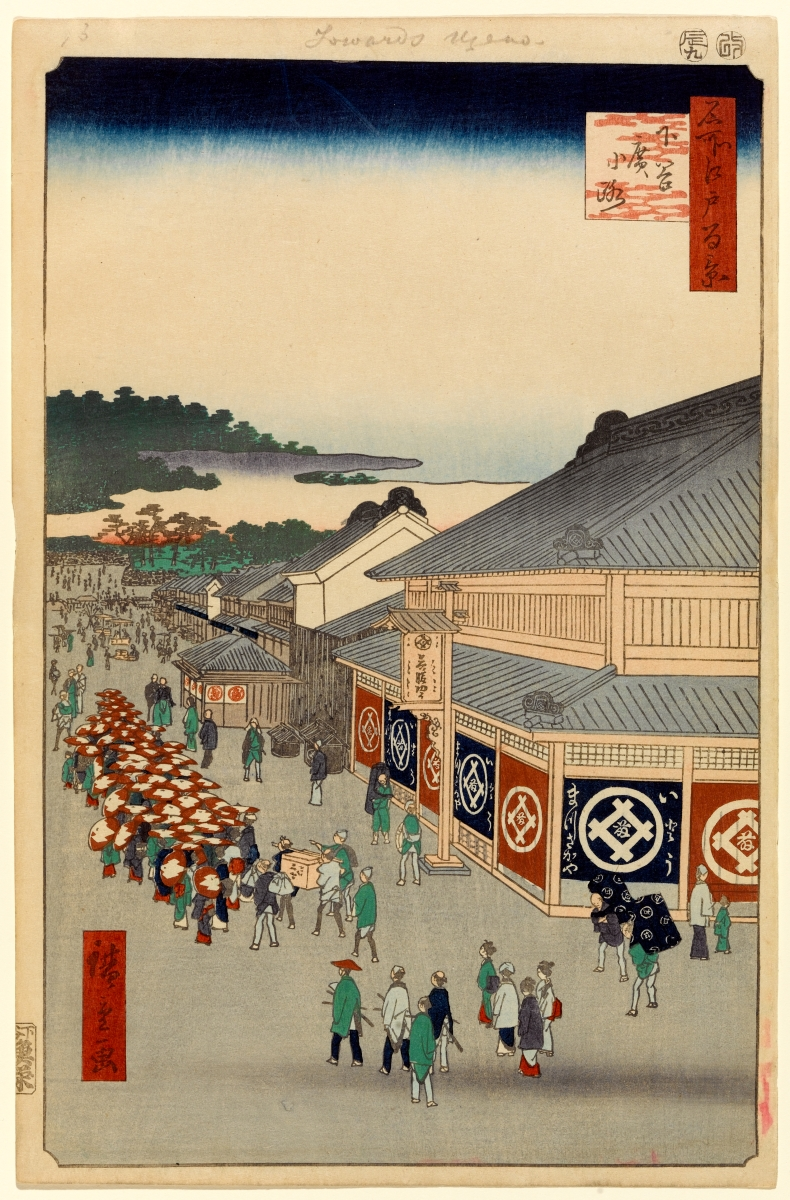
Entrepôts Matsuzakaya à Ueno, 13e des Cent vues d'Edo (1856).
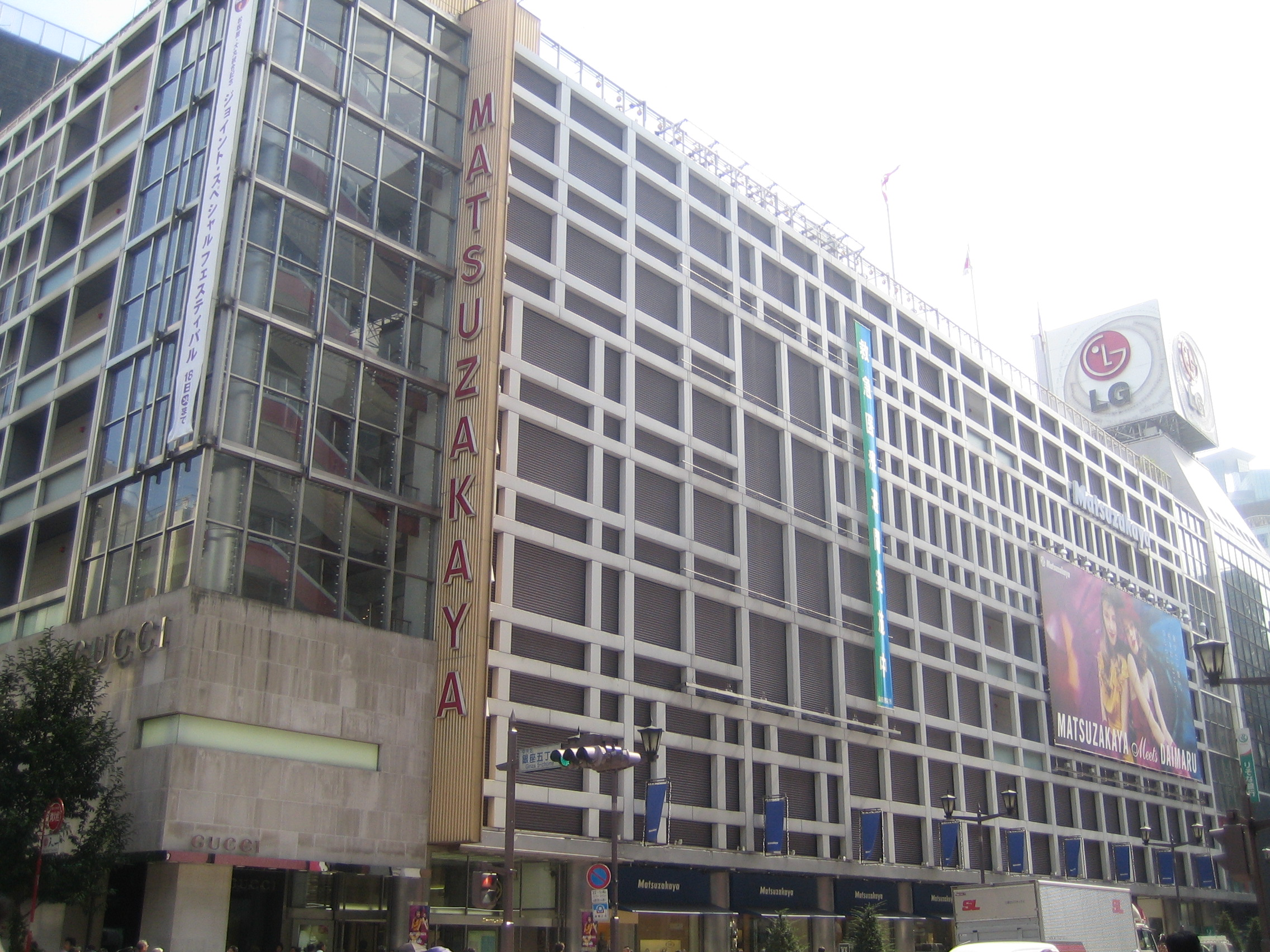
Ancienne succursale de Matsuzakaya à Ginza, (Tokyo).

Il y avait autrefois une succursale à Yokohama, ainsi qu'à l'étranger à Paris et à Hong Kong (dans Patterson Street à Causeway Bay) entre 1975 et 1998. C'était la seconde succursale de Matsuzakaya à Hong Kong, la première remontant au transfert de Lane Crawford à la société japonaise Matsuzakaya par le gouvernement militaire japonais après la prise de la ville le 25 décembre 1941.